# Hymenochaete depallens
Hymenochaete depallens är en svampart som beskrevs av Berk. & M.A. Curtis 1873. Hymenochaete depallens ingår i släktet Hymenochaete och familjen Hymenochaetaceae.   Inga underarter finns listade i Catalogue of Life.